# Lovendor
LoVendoЯ (ラベンダー) est un groupe pop rock féminin japonais lancé en 2013.

## Histoire
En juin 2012, la compagnie Up-Front lance une audition afin de recruter une chanteuse et deux guitaristes pour former un groupe de rock autour de la chanteuse Reina Tanaka, à l'occasion de son départ prochain du groupe Morning Musume et du Hello! Project annoncé pour mai 2013. Les trois membres sélectionnées sont présentées en novembre au cours d'un concert de Morning Musume : la chanteuse Marina Okada (alors âgée de 19 ans), et les guitaristes Yuki Uozumi (21 ans) et Marin Miyazawa (19 ans) ; le lancement officiel de leur groupe est alors annoncé pour février 2013.
Le groupe est finalement baptisé "LoVendor" (pour Love Vendor, "distributeur d'amour") le 3 février 2013, après que les fans de la chanteuse ont été invités à donner leurs idées pour lui trouver un nom. Une tournée est alors annoncée, débutant le 27 mars suivant. Le groupe se produit avec des musiciennes de support expérimentées : Tabasa Hayashi, bassiste (et chanteuse) du groupe de rock Scarlet depuis 2001, et la batteuse Kaori Kobayashi (alors âgée de 35 ans) ; diverses musiciennes leur succéderont par la suite. Il participe fin avril au festival de rock féminin annuel Naon no Yaon, aux côtés de Show-Ya, Nanase Aikawa, Anna Tsuchiya, Scandal...
Le groupe sort son premier disque le 22 mai 2013, un mini-album "en indépendant" sur un label d'Up-Front Works, juste après le départ effectif de Reina Tanaka de Morning Musume.
En juillet 2013, le groupe se produit à l'étranger pour la première fois au Festival SUMMIT J-POP à San Francisco, en Californie (aux États-Unis).
Après deux autres mini-albums, le groupe passe en "major" deux ans plus tard et sort son premier single en juillet 2015 sur le label Zetima.
Au cours de leur tournée LIVE TOUR 2016 ~POWEЯ~ tenu le 23 juillet 2016, la guitariste Yuki Uozumi annonce son départ du groupe, déclarant qu'elle allait quitter le groupe à la fin de la tournée, tout en exprimant ses intentions d'étudier à l'étranger, continuer à apprendre la musique, et de jouer avec beaucoup d'artistes différents à l'avenir.
Elle quitte officiellement Lovendor en septembre suivant.

## Membres
- Reina Tanaka (田中麗奈?, née le 11 novembre 1989) : chant
- Marina Okada (岡田万里奈?, née le 24 juillet 1993) : chant
- Marin Miyazawa (宮澤茉凛?, née le 10 avril 1993) : guitare

Membres de support
- Megu : basse (depuis 2014 ; membre de Zwei)
- MIZUKI : batterie (depuis 2015 ; membre de The Back Band)
- Yuki Saito (斉藤由紀?) : basse (membre de Teolia)

### Ex-membres
- Yuki Uozumi (魚住有希?, née le 14 juillet 1991) : guitare (quitte le groupe en septembre 2016)

Ex-membres de support
- Tabasa Hayashi (林束紗?, née un 30 avril) : basse
- Kaori Kobayashi (小林香織?, née le 18 janvier 1978) : batterie
- Kiyoshi (清?) : basse (membre de THE HUSKY)
- Rika Matsui (松井リカ?) : batterie (membre de THE UNIQUE STAR)
- Mina Takahara (高原未奈?) : basse (membre de eStrial)
- Mari Masutani (桝谷マリ?) : batterie (membre de Tri-Hi-Lady)
- Jirou Miyanaga (宮永治郎?) : guitare

## Discographie

### Albums
Indies

### Mini-albums
Indies
Major

## Vidéos
- 2017.01.18 : LoVendoЯ LIVE 2016 〜CHALLENGEЯ!〜 (DVD)

## Liens
- (ja) Site officiel
- (ja) Blog officiel
- (ja) Site officiel de Kaori Kobayashi
- (ja) Site officiel de Tabasa Hayashi avec Scarlet